# Heriades patellus
Heriades patellus är en biart som först beskrevs av Nurse 1902.  Heriades patellus ingår i släktet väggbin, och familjen buksamlarbin. Inga underarter finns listade i Catalogue of Life.